# Moschee per dimensione
Segue una lista delle più grandi moschee del mondo.

## Lista
| Nome                                                       | Immagine | Capienza (fedeli) | Superficie (m2) | Città                | Regione                                  | Nazione             | Anno di edificazione        |
| ---------------------------------------------------------- | -------- | ----------------- | --------------- | -------------------- | ---------------------------------------- | ------------------- | --------------------------- |
| Al-Masjid al-Ḥarām                                         |          | 4000000           | 400.000         | Mecca                | Provincia della Mecca                    | Arabia Saudita      | Prima del 622               |
| Al-Masjid al-Nabawi                                        |          | 1000000           | 400.000         | Medina               | Provincia di Medina                      | Arabia Saudita      | tra il 634 e il 644         |
| Moschea-cattedrale di Mosca                                |          | 10000             |                 | Mosca                | Mosca                                    | Russia              | 1904 (ricostruita nel 2015) |
| Moschea Achmat Kadyrov                                     |          | 10000             |                 | Groznyj              | Repubblica Cecena                        | Russia              | 2008                        |
| Santa Moschea della Grande Hagia Sophia                    |          | 10000             |                 | Istanbul             | Turchia                                  | Turchia             | 532                         |
| Moschea Aymani Kadyrov                                     |          | 5000              |                 | Argun                | Repubblica Cecena                        | Russia              | 2014                        |
| Moschea dell'Imam 'Ali                                     |          | 800000            | 300.500         | Najaf                | Governatorato di Najaf                   | Iraq                | 900                         |
| Moschea di al-Azhar (Università al-Azhar)                  |          | 20000             | 7.800           | Cairo                | Governatorato del Cairo                  | Egitto              | 972                         |
| Grande moschea di Dakar                                    |          | 40000             | 6.900           | Regione di Dakar     | Dakar                                    | Senegal             | 2018                        |
| Grande moschea Al-Fateh                                    |          | 7000              |                 | Manama               | Governatorato della Capitale             | Bahrein             | 1987                        |
| Santuario Imam Husayn e Moschea di Al Abbas                |          | 1000000           | 390.550         | Karbala              | Governatorato di Kerbela                 | Iraq                | 680                         |
| Moschea Imperiale                                          |          | 100000            | 29.867,2        | Lahore               | Punjab                                   | Pakistan            | 1673                        |
| Grande moschea Jamia                                       |          | 95000             | 9.236           | Lahore               | Punjab                                   | Pakistan            | 2014                        |
| Bara Imambara                                              |          | 350000            | 350.000         | Lucknow              | Uttar Pradesh                            | India               | 1784                        |
| Masjid-e-Aqsa                                              |          | 18500             | 3.700           | Distretto di Chiniot | Punjab                                   | Pakistan            | 1972                        |
| Baitul Futuh                                               |          | 10000             | 21.000          | Morden               | Merton                                   | Regno Unito         | 2003                        |
| Baitul Falah                                               |          | 5000              |                 | Chittagong           | Divisione di Chittagong                  | Bangladesh          |                             |
| Baitul Mukarram                                            |          | 40000             |                 | Dacca                | Divisione di Dacca                       | Bangladesh          | 1960                        |
| Moschea dello sceicco Lotfollah                            |          | 500000            | 200.500         | Esfahan              | Regione di Esfahan                       | Iran                | 1618                        |
| Moschea Centrale                                           |          | 7000              | 9.500           | Almaty               | Almaty                                   | Kazakistan          | 1890                        |
| Grande moschea di Conakry                                  |          | 12500             |                 | Conakry              | Conakry                                  | Guinea              | 1982                        |
| Moschea di East London                                     |          | 7500              |                 | Londra               | Inghilterra                              | Regno Unito         | 1910                        |
| Moschea Emir Abdelkader                                    |          | 15000             |                 | Costantina           | Provincia di Costantina                  | Algeria             | 1994                        |
| Moschea Jamkaran                                           |          | 800000            | 305.500         | Qom                  | Regione di Qom                           | Iran                | 984                         |
| Moschea Faysal                                             |          | 200000            | 5.000           | Islamabad            | Territorio della capitale                | Pakistan            | 1986                        |
| Moschea nazionale dell'Uganda (Moschea nazionale Gheddafi) |          | 12200             | 48562,3         | Kampala              | Regione centrale ugandese                | Uganda              | 1972                        |
| Grande moschea                                             |          | 13000             |                 | Città di Kuwait      | Al Asimah                                | Kuwait              | 1986                        |
| Moschea Mahmood                                            |          | 5000              |                 | Kababir, Haifa       | Distretto di Haifa                       | Israele             | 1970                        |
| Grande moschea di Évry                                     |          | 5000              |                 | Courcouronnes        | Île-de-France                            | Francia             | 1994                        |
| Grande moschea di Surabaya                                 |          | 59000             | 18.800          | Surabaya             | Giava Orientale                          | Indonesia           | 2000                        |
| Moschea di Hassan II                                       |          | 105000            | 90.000          | Casablanca           | Casablanca-Settat                        | Marocco             | 1993                        |
| Moschea di Id Kah                                          |          | 20000             |                 | Kashgar              | Xinjiang                                 | Cina                | 1442                        |
| Imam Reza                                                  |          | 500000            | 598.657         | Mashhad              | Razavi Khorasan                          | Iran                | 818                         |
| Istiqlal, Jakarta                                          |          | 120000            | 95.000          | Jakarta              | Regione speciale della capitale Giacarta | Indonesia           | 1978                        |
| Chota Imambara                                             |          | 100000            | 150.000         | Lucknow              | Uttar Pradesh                            | India               | 1784                        |
| Jama Masjid                                                |          | 25000             | 145.000         | Vecchia Delhi        | National Capital Territory of Delhi      | India               | 1656                        |
| Grande moschea di Makhachkala                              |          | 17000             |                 | Makhachkala          | Repubblica del Daghestan                 | Russia              | 1998                        |
| Masjid e Tooba                                             |          | 5000              |                 | Karachi              | Sindh                                    | Pakistan            | 1969                        |
| Mecca Masjid                                               | 120x120  | 20000             |                 | Hyderabad            | Telangana                                | India               | 1694                        |
| Moschea nazionale della Malesia                            |          | 15000             |                 | Kuala Lumpur         | Territorio federale di Kuala Lumpur      | Malaysia            | 1965                        |
| Cattedrale Moschea Nizhny Novgorod                         |          | 5000              |                 | Nizhny Novgorod      | Nizhny Novgorod                          | Russia              | 1915                        |
| Moschea di Roma                                            |          | 12000             | 30.000          | Roma                 | Lazio                                    | Italia              | 1995                        |
| Moschea di San Pietroburgo                                 |          | 5000              |                 | San Pietroburgo      | San Pietroburgo                          | Russia              | 1913                        |
| Moschea Salavat Yulaev                                     |          | 5000              |                 | Ufa                  | Repubblica del Baškortostan              | Russia              | 2017                        |
| Saleh                                                      |          | 44000             | 27.300          | Sana'a               | Sana'a                                   | Yemen               | 2008                        |
| Moschea di Sabancı                                         |          | 28000             |                 | Adana                | Adana                                    | Turchia             | 1998                        |
| Moschea dello Scià                                         |          | 700000            | 400.500         | Isfahan              | Esfahan                                  | Iran                | 1611                        |
| Imam Muhammad ibn Abd al-Wahhab Mosque                     |          | 30000             |                 | Doha                 | Doha                                     | Qatar               | 2010                        |
| Sheikh Zayed                                               |          | 40000             | 22.000          | Abu Dhabi            | Emirato di Abu Dhabi                     | Emirati Arabi Uniti | 2007                        |
| Sultan Salahuddin Abdul Aziz Mosque                        |          | 24000             |                 | Shah Alam            | Selangor                                 | Malaysia            | 1988                        |
| Sultan Ahmed Mosque (conosciuta anche Moschea Blu)         |          | 10000             |                 | Istanbul             | Marmara                                  | Turchia             | 1616                        |
| Sultan Haji Hassanal Bolkiah                               |          | 60000             |                 | Città di Cotabato    | Mindanao Autonomo Musulmano              | Filippine           | 2011                        |
| Masjid Al-Dahab                                            |          | 10000             |                 | Manila               | Regione della Capitale Nazionale         | Filippine           | 1976                        |
| Moschea del Sultano Qaboos                                 |          | 20000             | 416.000         | Muscat               | Governatorato di Mascate                 | Oman                | 2001                        |
| Taj-ul-Masajid                                             |          | 175000            | 90.000          | Bhopal               | Sultano Shah Jahan, Begum of Bhopal      | India               | 1901                        |
| Türkmenbaşy Ruhy                                           |          | 10000             | 18.000          | Gypjak               | Turkmenistan                             | Turkmenistan        | 2004                        |
| Moschea degli Omayyadi                                     |          | 20000             |                 | Damasco              | Governatorato di Damasco                 | Siria               | 705                         |
| Moschea Jamia                                              |          | 33000             |                 | Srinagar             | Jammu e Kashmir                          | India               | 1.400                       |
| Moschea Juma Masjid                                        |          | 6000              |                 | Durban               | Kwazulu-Natal                            | Sudafrica           | 1881                        |
| Moschea di Nizamiye                                        |          | 6000              |                 | Midrand              | Johannesburg                             | Sudafrica           | 2009                        |